# Agelaioides
Agelaioides és un gènere de l'ordre dels passeriformes i de la família dels ictèrids (Icteridae), considerat monotípic per alguns autors, mentre altres inclouen dues espècies.

## Llistat d'espècies
Segons la classificació del Congrés Ornitològic Internacional (versió 2.4, 2010) aquest gènere està format per dues espècies:
- Agelaioides badius - federal d'ales castanyes.
- Agelaioides fringillarius - federal de Spix.

En la classificació de Clements (6th edition, 2009), la segona de les espècies és situada a un altre gènere monoespecífic amb la denominació Oreopsar bolivianus.